# Nationaal Park na Mara, Ciarraí
Het Nationaal Park na Mara, Ciarraí of Nationaal park Kerry Seas (Engels: Kerry Seas National Park/ Iers: Páirc Náisiúnta na Mara, Ciarraí) is een Iers nationaal park dat in 2024 werd opgericht in het graafschap Kerry. Het park van 283,3 vierkante kilometer is het eerste mariene nationaal park van Ierland; het beschermt de zee bij de schiereilanden Dingle en Iveragh.
Het park omvat verschillende deelgebieden:
op Dingle:
- Blasket Islands
- Mount Brandon (natuurreservaat op de hellingen van Más an Tiompáin)
- vallei van de An Abha Mhór en Conor Pass
- duinen van Inch
- riffen van Kerry Head

rond Iveragh:
- Skellig Islands, met Skellig Michael
- Puffin Island
- Derrynane Bay

Wild Nephin (Ballycroy)/Néifinne Fiáine (Bhaile Chruaich) · 
Connemara/Chonamara · 
Glenveagh/Ghleann Bheatha · 
Killarney/Chill Airne · 
Burren/Bhoirne · 
Wicklow Mountains/Sléibhte Chill Mhantáin · 
Boyne Valley/Brú na Bóinne ·
na Mara, Ciarraí/Kerry Seas